# Evippa russellsmithi
Evippa russellsmithi is een spinnensoort in de taxonomische indeling van de wolfspinnen (Lycosidae).
Het dier behoort tot het geslacht Evippa. De wetenschappelijke naam van de soort werd voor het eerst geldig gepubliceerd in 1991 door Mark Alderweireldt.